# Isis Kischka
Isis Kischka (Russie, 1908 - Montmorency, 1973) est un peintre figuratif français.

## Biographie
Ses parents sont des juifs de l'Empire russe et s'installent à Paris.
Isis Kischka fit une partie de ses études à Dreux. Il connut l'expérience des camps de concentration durant la Seconde Guerre mondiale, du côté de Compiègne, où il fit la rencontre, notamment, de l'artiste-peintre Abraham-Joseph Berline (1894-1944). Il survécut à l'internement. Commerçant en chemiserie masculine, il se passionna pour l'art. 
De tendance expressionniste, il a été le président-fondateur du Salon des peintres témoins de leur temps, dont il fut le secrétaire général, jusqu'à sa mort, en 1973. Avec l'aide de Georges Reccio, l'association a pris forme : il a organisé des expositions annuelles, au Musée d'Art Moderne et au Musée Galliera de la ville de Paris, permettant de mettre en valeur des artistes prometteurs, autour de thématiques générales. Un hommage posthume lui a été rendu en 1975, sur le thème : "Comme Il Vous Plaira...", à l'Orangerie de la capitale de France.
Le Salon des Peintres Témoins de leur Temps est fondé en 1951 par Isis Kischka, avec pour objectif de promouvoir l’art figuratif en lien avec la société contemporaine. Les expositions se tiennent d’abord au Musée d’Art Moderne de la Ville de Paris puis au Palais Galliera à Paris. Chaque édition donne lieu à la publication d’un catalogue, coordonné par Isis Kischka, intégrant esquisses, dessins et autographes d’artistes et d’écrivains.
Depuis 2004, le Musée d’Art et d’Histoire de Meudon conserve un fond lié aux envois à Isis Kischka en préparation à l’édition de ces catalogues. Cette collection, donnée au musée, avait initialement fait l’objet d’un catalogue en préparation d’une vente aux enchères organisée par Osenat les 20 et 21 janvier 2001 à Fontainebleau, annulée à la suite d’une décision judiciaire. Il comprend environ 4 600 œuvres inventoriées, incluant des dessins, affiches des Salons et autographes. Un fond documentaire vient compléter cet ensemble, constitué d’albums regroupant des articles de presse et des photographies d’époque.

## Décoration
- Chevalier de l'ordre du Mérite agricole (1960)[8]

## Œuvres et publications
- Les Cahiers de la peinture, Kischka, œuvre présentée par Jean Cassou, commentée par Waldemar George, Paris, Presses artistiques, 1957
- Soixante peintures sur Venise de Gérard Bauër, peintures d'Isis Kischka, Paris, Presses artistiques, 1959
- Kischka, avec Jean Aubert (poème en prose) et Jean Cocteau (lettre), dix-sept dessins, Flammes Vives, 1961